# Albert Marcadé
Pour les articles homonymes, voir Marcadé.
Albert Marcadé (1866-1951) est un prêtre français, qui fut également collectionneur de manuscrits — la collection est connue sous le nom de la « collection Marcadé » —. Il est également connu pour avoir participé à sauver des familles juives pendant la Seconde Guerre mondiale.
Il a été le chanoine de l'église Sainte-Élisabeth-de-Hongrie de Paris de 1923 à 1947.

## Hommages
- Il est chevalier de la Légion d'honneur (1947)[1] ;
- après-guerre, le Grand Rabbin de Paris, Julien Weill lui adresse ces remerciements[1] :

« Je tiens à vous exprimer, au nom du Consistoire Israelite de Paris, et en mon nom personnel, mes plus vifs remerciements pour les services signalés que vous avez rendus à nos frères persécutés et malheureux, et je vous prie d’agréer, Monsieur le Curé, l’hommage de mes très respectueuses et religieuses sympathies. »

- la sacristie de la cathédrale Saint-André de Bordeaux qui accueille une partie de la collection Marcadé (ou "trésor Marcadé") porte son nom[2] ;
- le 28 mai 2015, Anne Hidalgo dévoile une plaque lui rendant hommage, apposée sur l'église Sainte-Élisabeth-de-Hongrie[3].

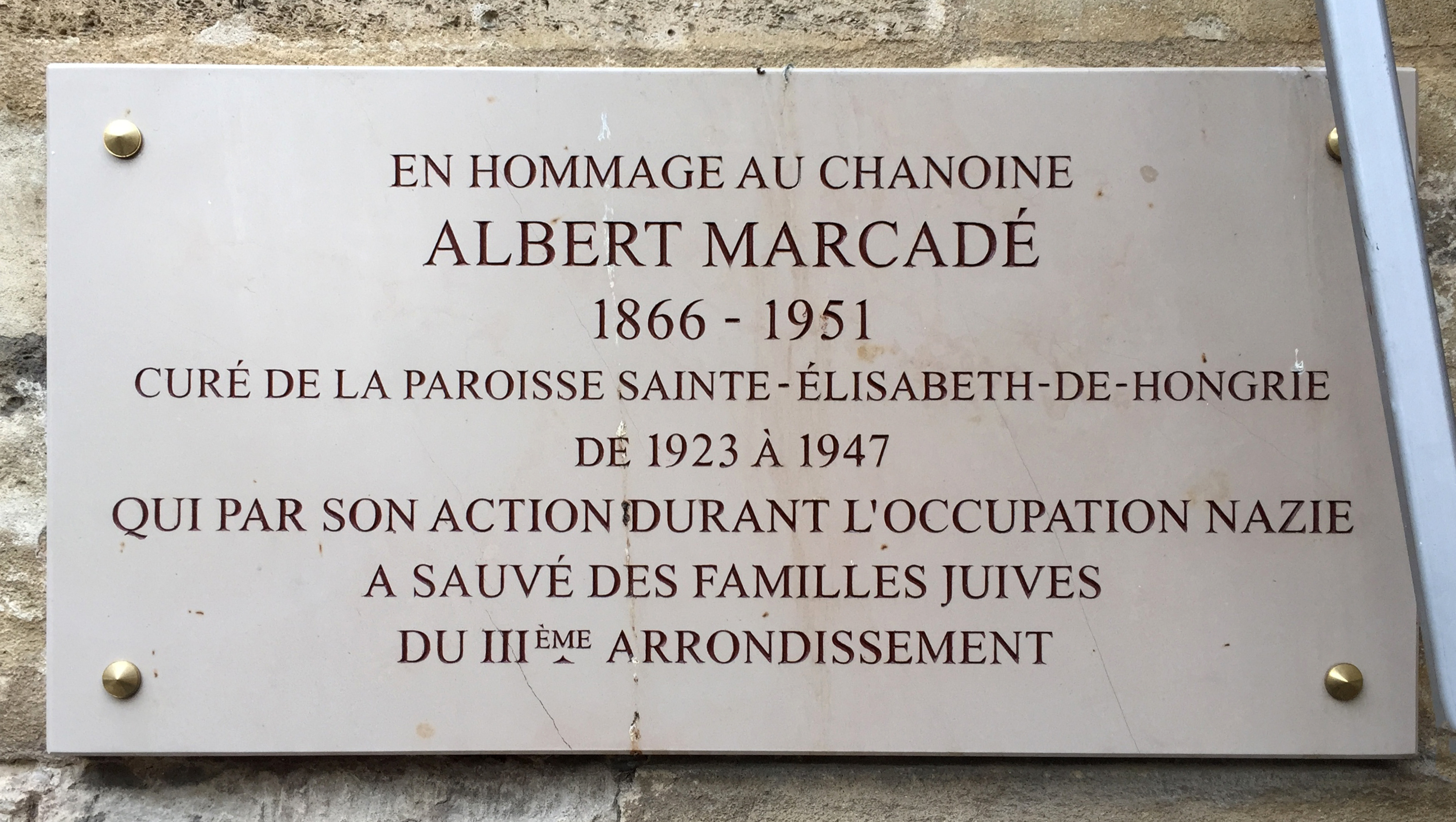
La plaque dévoilée le 28 mai 2015.